# Lipták Gábor
Lipták Gábor (Budapest, 1912. június 30. – Balatonfüred, 1985. május 30.) író, újságíró, kultúrtörténész.

## Élete
Lipták Pál és Gábriel Emma (1879–1946) fiaként született Budapesten. Szülővárosában járt középiskolába, majd a Műszaki és Gazdaságtudományi Egyetemen végzett A háború előtt kenderrel és lennel kereskedett.
1944-ben Balatonfüredre költözött, ott kezdte gyűjteni a település és tágabb környéke, elsősorban a Balaton-felvidék helytörténeti emlékeit, amiket részben levéltári kiadványokban, részben ifjúsági könyvekben jegyzett le. 
1947-től betegeskedett. Az 1950-es évek elejétől publikált a Pesti Naplóban, a Magyar Nemzetben és a Népszavában. 1957-től a Veszprémi Szemle szerkesztője volt. Számos néprajzi tárgyat gyűjtött; házát az utolsó irodalmi szalonként emlegetik.
Házastársa Dobner Piroska (1913–1988) volt, akit 1934. június 19-én Budapesten, a Józsefvárosban vett nőül.

### A Lipták-ház
A 71-es főút mellett fekvő balatonfüredi házának (Balatonfüred, Petőfi Sándor utca 36.) építője és első tulajdonosa Gyapai Nándor, a helyi vitorlásklub gondnoka, Lipták Gábor feleségének nagyapja volt. 1946-tól folyamatosan látogatták különböző művészek, többek közt Szabó Lőrinc, Németh László, Illyés Gyula, Borsos Miklós, Amerigo Tot, Örkény István, Egry József, Tamási Áron, Bernáth Aurél és mások. Bejegyzéseiket a vendégkönyvekben mai napig meg lehet tekinteni. Az ellátás egyszerű volt: köménymagos leves, amibe, ha jött valaki, egy új pohár vizet töltöttek, lángos, valamint a saját termelésű bor. Megfordult a házban a Nobel-díjas Salvatore Quasimodo is magyarországi látogatásakor, ő ültette a második fát Rabindranath Tagore sétányán. Egy ízben a PEN-Club teljes magyar tagozata is leköltözött egy napra. Itt írta Örkény István a Tótékat, Szabó Lőrinc pedig a házigazdának diktálta le a Huszonhatodik év című versciklus tisztázatát, kéziratait ma a Petőfi Irodalmi Múzeumban őrzik. Lipták Gábor végrendeletében meghagyta, hogy a ház a Művészeti Alap kezelésében és a Magyar Állam tulajdonában legyen. Az 1990-es rendszerváltás sokáig késleltette a végrehajtást. 1998-ban Rácz Péter újította fel az épületet, ami ma a Magyar Fordítóház.

## Művei
- Veszprém megye a szabadságküzdelmekben, 1957
- Veszprém (Zákonyi Ferenccel), tankönyv
- Jókai Balatonfüreden, tankönyv, 1960, (átdolgozva: 1967, Veszprém)
- Rabindranath Tagore (Somogyi Mariannával), Veszprém, 1961
- Aranyhíd (mesék, mondák, történetek, 1961)
- Regélő Dunántúl (mondák, 1964)
- Zirc és Csesznek (útikalauz, 1964)
- Délibáb (regék, 1966)
- Tapolca (Kessler Hugóval), útikalauz, 1967
- Hínártündérek, mesék, 1968
- Sárkányfészek, regék, 1969
- Vallomások a Balatonról, útirajzok, 1969
- A Duna-Tisza regéi, 1971
- Amiről a kövek beszélnek, regék, mondák, 1972
- Amiről a vizek beszélnek, regék, mondák, 1975
- Ezüsthíd (mesék, mondák, 1977)
- Hogyan gondozzuk gyémántjainkat?, útijegyzetek, 1979
- A sümegi fazekas (elbeszélések, 1981)
- Nyitott kapu (visszaemlékezések, 1982)
- A soproni ötvös (elbeszélések, 1984)
- A hajómalom kísértete (ifjúsági elbeszélések, 1985)
- A miskolci kalmár (ifjúsági elbeszélés, 1989)[8]